# Cynthiana (Indiana)
Cynthiana és una població dels Estats Units a l'estat d'Indiana. Segons el cens del 2000 tenia 693 habitants.

## Demografia
Segons el cens del 2000, Cynthiana tenia 693 habitants, 265 habitatges, i 195 famílies. La densitat de població era de 668,9 habitants per km².
Dels 265 habitatges en un 34% hi vivien nens de menys de 18 anys, en un 64,2% hi vivien parelles casades, en un 7,5% dones solteres, i en un 26,4% no eren unitats familiars. En el 24,5% dels habitatges hi vivien persones soles el 12,5% de les quals corresponia a persones de 65 anys o més que vivien soles. El nombre mitjà de persones vivint en cada habitatge era de 2,62 i el nombre mitjà de persones que vivien en cada família era de 3,11.
Per edats la població es repartia de la següent manera: un 27,7% tenia menys de 18 anys, un 7,1% entre 18 i 24, un 29,7% entre 25 i 44, un 22,4% de 45 a 60 i un 13,1% 65 anys o més.
L'edat mediana era de 36 anys. Per cada 100 dones de 18 o més anys hi havia 97,2 homes.
La renda mediana per habitatge era de 37.589$ i la renda mediana per família de 42.000$. Els homes tenien una renda mediana de 35.286$ mentre que les dones 20.583$. La renda per capita de la població era de 15.313$. Entorn del 5,3% de les famílies i el 9,7% de la població estaven per davall del llindar de pobresa.

## Poblacions més properes
El següent diagrama mostra les poblacions més properes.